# Iempsale I
Iempsale I (... – 118 a.C.) fu re della Numidia nel 118 a.C.
Era il figlio minore del re di Numidia Micipsa, fratello di Aderbale e cugino di Giugurta. Salì al trono alla morte del padre, nel 118 a.C., assieme al fratello e al cugino; tentò, però, di porre quest'ultimo in secondo piano (cercando di screditarlo in quanto figlio di una concubina), e proprio per questo ne suscitò le ire, tanto che Giugurta lo fece uccidere nello stesso anno.